# Otoyol 51
L’autoroute O51 relie les villes Adana et Mersin en Turquie. Elle est constituée de 6 voies (2*3).